# Teschemacherita
La teschemacherita és un mineral de la classe dels carbonats. Rep el seu nom del químic anglès Frederick Edward Teschemacher (1761-1863), el primer en descriure el mineral.

## Característiques
La teschemacherita és un carbonat de fórmula química (NH₄)HCO₃. Cristal·litza en el sistema ortoròmbic. Es troba en forma d'agregats cristal·lins de gra fi compactats, en llits de diversos centímetres de gruix. La seva duresa a l'escala de Mohs és 1,5.
Segons la classificació de Nickel-Strunz, la teschemacherita pertany a «05.AA - Carbonats alcalins, sense anions addicionals, sense H₂O» juntament amb els següents minerals: zabuyelita, natrita, gregoryita, nahcolita, kalicinita i wegscheiderita.

## Formació i jaciments
Va ser descoberta l'any 1868 a Saldanha Bay, al districte de West Coast, Cap Occidental (Sud-àfrica), en un dipòsit de guano. També ha estat descrita a West Coast (Patagònia, Xile), a Broadlands (Illa del Nord, Nova Zelanda), a l'illa de Guañape (Virù, Perú) i a l'Azerbaidjan.